# L’Albi
L'Albi – gmina w Hiszpanii, w prowincji Lleida, w Katalonii, o powierzchni 32,77 km². W 2011 roku gmina liczyła 860 mieszkańców.